# Saudiarabiens förstaliga (volleyboll, damer)
Saudiarabiens förstaliga är den högsta serien i volleyboll för damer i Saudiarabien. Den har funnits sedan 2021. Den första upplagan hade först regionala kval

## Resultat per säsong[3]
| Säsong                    | Podium      | Podium          | Podium   |
| Mästare                   | Tvåa        | Trea            |          |
| ------------------------- | ----------- | --------------- | -------- |
| 2023/2024 mer information | Al-Nassr VC | Al-Ittihad Club | Al Zulfi |